# Tuffi ai I Giochi europei - Piattaforma 10 metri maschile
Il concorso dei tuffi dalla piattaforma 10 metri maschile dei I Giochi europei di Baku si è svolto il 21 giugno 2015.

## Risultati
In verde i finalisti
| Class   | Tuffatore           | Preliminare | Preliminare | Finale | Finale |
| Class   | Tuffatore           | Punti       | Class       | Punti  | Class  |
| ------- | ------------------- | ----------- | ----------- | ------ | ------ |
| Oro     | Matty Lee           | 514.45      | 2           | 588.25 | 1      |
| Argento | Nikita Šlejcher     | 520.65      | 1           | 556.55 | 2      |
| Bronzo  | Alexis Jandard      | 462.10      | 4           | 526.20 | 3      |
| 4       | Matthew Dixon       | 441.60      | 6           | 493.85 | 4      |
| 5       | Boris Efremov       | 483.15      | 3           | 481.40 | 5      |
| 6       | Vladimir Barbu      | 442.20      | 5           | 473.80 | 6      |
| 7       | Artsiom Barouski    | 413.00      | 8           | 454.55 | 7      |
| 8       | Artyom Danilov      | 407.45      | 10          | 438.25 | 8      |
| 9       | Kıvanç Gür          | 391.25      | 12          | 405.20 | 9      |
| 10      | Nguyen Le           | 439.30      | 7           | 394.80 | 10     |
| 11      | Dimitar Isaev       | 392.15      | 11          | 394.50 | 11     |
| 12      | Yevgen Naumenko     | 411.20      | 9           | 366.75 | 12     |
| 13      | Alin Rontu          | 388.40      | 13          |        |        |
| 14      | Martin Christensen  | 387.10      | 14          |        |        |
| 15      | Nikita Kryvopshyn   | 378.25      | 15          |        |        |
| 15      | Juan Pablo Socorro  | 378.25      | 15          |        |        |
| 17      | Samuel D'Alessandro | 359.30      | 17          |        |        |
| 18      | Krystian Sawicki    | 343.50      | 18          |        |        |
| 19      | Pascal Faatz        | 334.45      | 19          |        |        |
| 20      | Mihai Andrei        | 304.60      | 20          |        |        |